# Évelyne Desutter
Évelyne Desutter est une danseuse étoile française née le 26 février 1958.

## Biographie
Très tôt elle commence la danse classique et suit toute sa formation à l'école du Ballet de l'Opéra de Paris. Engagée à 15 ans dans le corps de ballet, elle gravit les échelons et danse la première production Jeunes Danseurs alors qu'elle est sujet.
Elle danse des rôles du répertoire classique et aussi les nouveaux rôles créés à cette époque. Roland Petit fait appel à elle pour des rôles avec, entre autres, Mikhaïl Barychnikov, Denis Ganio et Michaël Denard :
- Notre Dame de Paris
- Cyrano de Bergerac
- Coppélia
- Proust ou les Intermittences du cœur
- La Dame de Pique.

Le ballet national de Nancy-Lorraine l'engage en tant que soliste en 1994, elle travaille alors avec Pierre Lacotte dans Coppélia et d'autres ballets, elle quitte la compagnie à la saison 1996-1997.
Elle est invitée pour participer à des galas d'étoiles, ou pour des saisons, comme au New York City Ballet, à la Scala de Milan, au London Royal Ballet, au Ballet Festival de Londres, où elle sera un temps la danseuse principale ; elle sera invitée à deux reprises à l'Opéra de Paris par la suite, pour danser La Belle au bois dormant et Roméo et Juliette.
Elle reste avant tout une des principales partenaires de Rudolf Noureev, avec qui elle dansera plusieurs galas et productions, entre autres Roméo et Juliette, Cendrillon, et en 1982 les Sylphides, en Italie (dernière représentation de Noureev dans ce ballet).
Elle fait partie de la même génération de danseuses que Dominique Khalfouni qui ont été les premières à « lever les jambes » (plus haut que la taille) et à repousser les limites du corps humain...